# Mistrzostwa Armenii w piłce siatkowej mężczyzn
Mistrzostwa Armenii w piłce siatkowej mężczyzn – najwyższa w hierarchii klasa męskich ligowych rozgrywek siatkarskich w Armenii założona w 1992 roku.

## Medaliści
| Sezon     | 1. miejsce                                           | 2. miejsce                                           | 3. miejsce                                           |
| --------- | ---------------------------------------------------- | ---------------------------------------------------- | ---------------------------------------------------- |
| 1992      | Nairi (Erywań)                                       |                                                      |                                                      |
| 1993      | Ike (Erywań)                                         |                                                      |                                                      |
| 1994      | Nairi (Erywań)                                       |                                                      |                                                      |
| 1995      | Arazak (Armavir)                                     |                                                      |                                                      |
| 1996      | Ike (Erywań)                                         |                                                      |                                                      |
| 1997      | Ike (Erywań)                                         |                                                      |                                                      |
| 1998      | Ike (Erywań)                                         |                                                      |                                                      |
| 1999      | Ike (Erywań)                                         |                                                      |                                                      |
| 2000      | ENZN (Erywań)                                        |                                                      |                                                      |
| 2001      | Kilikia (Erywań)                                     |                                                      |                                                      |
| 2002      | ENZN (Erywań)                                        |                                                      |                                                      |
| 2003      | Kilikia (Erywań)                                     |                                                      |                                                      |
| 2004      | Kilikia (Erywań)                                     |                                                      |                                                      |
| 2005      | ENZN (Erywań)                                        | Kilikia (Erywań)                                     |                                                      |
| 2006      | FIMA (Erywań)                                        |                                                      |                                                      |
| 2007      | FIMA (Erywań)                                        |                                                      |                                                      |
| 2008      | FIMA (Erywań)                                        |                                                      |                                                      |
| 2009      | FIMA (Erywań)                                        |                                                      |                                                      |
| 2010      | FIMA (Erywań)                                        | Arazak (Armavir)                                     | AEN (Erywań)                                         |
| 2011      | FIMA (Erywań)                                        | Ler-ex                                               | Arcach (Stepanakert)                                 |
| 2012      | FIMA (Erywań)                                        |                                                      |                                                      |
| 2013      | FIMA (Erywań)                                        |                                                      |                                                      |
| 2014      | FIMA (Erywań)                                        |                                                      |                                                      |
| 2015      | FIMA (Erywań)                                        |                                                      |                                                      |
| 2016      | FIMA (Erywań)                                        |                                                      |                                                      |
| 2017      | FIMA (Erywań)                                        | Arcach (Stepanakert)                                 | HAPH (Erywań)                                        |
| 2018      | Arcach (Stepanakert)                                 | ASUE (Erywań)                                        | NUACA (Erywań)                                       |
| 2019      | Arcach (Stepanakert)                                 | BKMA (Erywań)                                        | NUACA (Erywań)                                       |
| 2020      | Z powodu pandemii COVID-19 rozgrywki nie odbyły się. | Z powodu pandemii COVID-19 rozgrywki nie odbyły się. | Z powodu pandemii COVID-19 rozgrywki nie odbyły się. |
| 2021      | FIMA (Erywań)                                        | BKMA (Erywań)                                        | KhMOMM (Erywań)                                      |
| 2022      | MSKH (Erywań)                                        | FIMA (Erywań)                                        | BKMA (Erywań)                                        |
| 2023/2024 | MSKH (Erywań)                                        | FIMA (Erywań)                                        | BKMA (Erywań)                                        |
| 2024/2025 | FIMA (Erywań)                                        | Giumri                                               | MSKH (Erywań)                                        |